# جيري جي. بيشوب
جيري جي. بيشوب (بالإنجليزية: Jerry G. Bishop)‏ هو مذيع ‏ أمريكي، ولد في 3 أغسطس 1936 في شيكاغو في الولايات المتحدة، وتوفي في 15 سبتمبر 2013 في سان دييغو في الولايات المتحدة.

## وصلات خارجية
- جيري جي. بيشوب على موقع IMDb (الإنجليزية)
- جيري جي. بيشوب على موقع قاعدة بيانات الفيلم (الإنجليزية)